# Casa-fàbrica Aleu
La casa-fàbrica Aleu era un conjunt d'edificis situat al carrer de les Carretes, 43 i 45 del Raval de Barcelona, del qual només se'n conserva el primer. Com que no està catalogat, li correspon la categoria D (bé d'interès documental), atorgada per defecte a tots els edificis del districte de Ciutat Vella.

## Història i descripció
El cerer Joan Domènech i Amigó, que el 1818 va rebre la certificació de noblesa, passant a dir-se de Domènech, era propietari d'un hort al carrer de les Carretes, que el 1844, fou establert en emfiteusi pel seu fill, el metge Joan de Domènech i Figueras, al paleta Jaume Aleu i Prats. El 1845, aquest va demanar permís per a construir-hi dos edificis «siamesos» de planta baixa i quatre pisos (núms. 37-39), que va vendre a altres propietaris, i poc després un tercer edifici al costat dels anteriors (núm. 41), que també va vendre, tots ells projectats per l'arquitecte Josep Fontserè i Domènech. El 1846, va demanar permís per a construir un altre edifici d'habitatges al núm. 43, projectat pel mateix Fontserè.
A l'interior de la parcel·la, va fer construir una fàbrica moguda per una màquina de vapor de 40 CV, descrita així a la documentació: «La parte destinada á casa consta de bajos y cuatro pisos de altura, con fachada al estilo de casa particular, pero su interior dispuesto á modo de cuadras y por un terreno de figura irregular, formando uno de sus ángulos un pequeño martillo, y á lo largo de sus paredes existen dos patios por los que recibe luz, el cual se haya edificado de bajos, primero, segundo y tercer pisos de altura, con desahogado desván cubierto con tejado; su construcción es casi idéntica en todos los pisos, constituida en cuatro grandes cuadras dispuestas alrededor de un gran patio central de figura casi cuadrada, iluminado por grandes ventanales por todos sus lados, excepto el de Norte, que se halla cerrado por una pared medianil.» Va acollir diverses indústries, com la serradora de Francesc Brossa, la fàbrica de cintes de cotó de Riera i Palà, així com les de filats de Busot i Cia, i Mallofré, Baqués i Cia, la de filats i teixits de Domènec Olivella i Cia, i més tard les de filats i torçats d'Antoni Gifreda i Cia i Joan Muntadas i Cañellas.

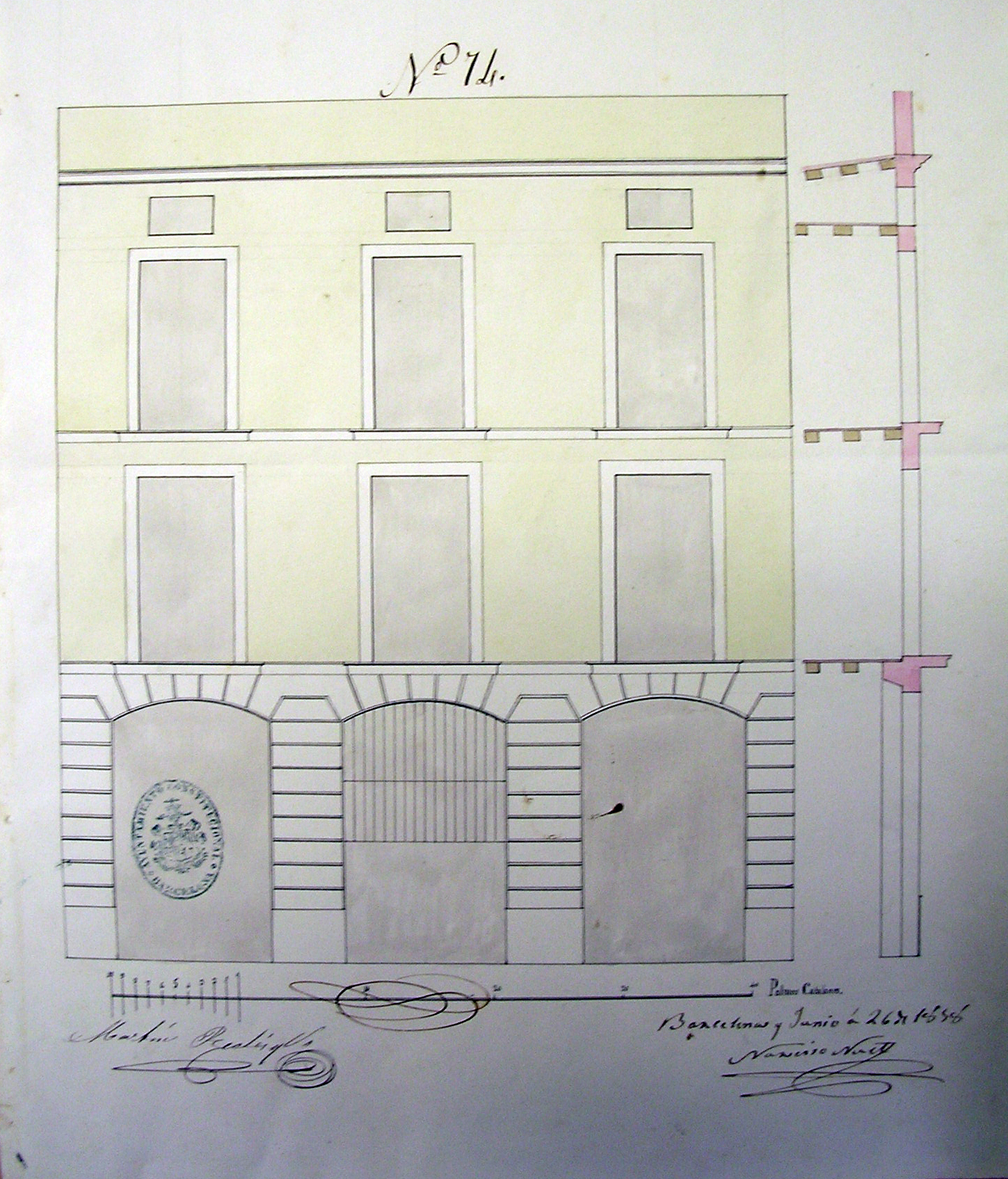
Projecte de la façana del núm. 45 (1858)

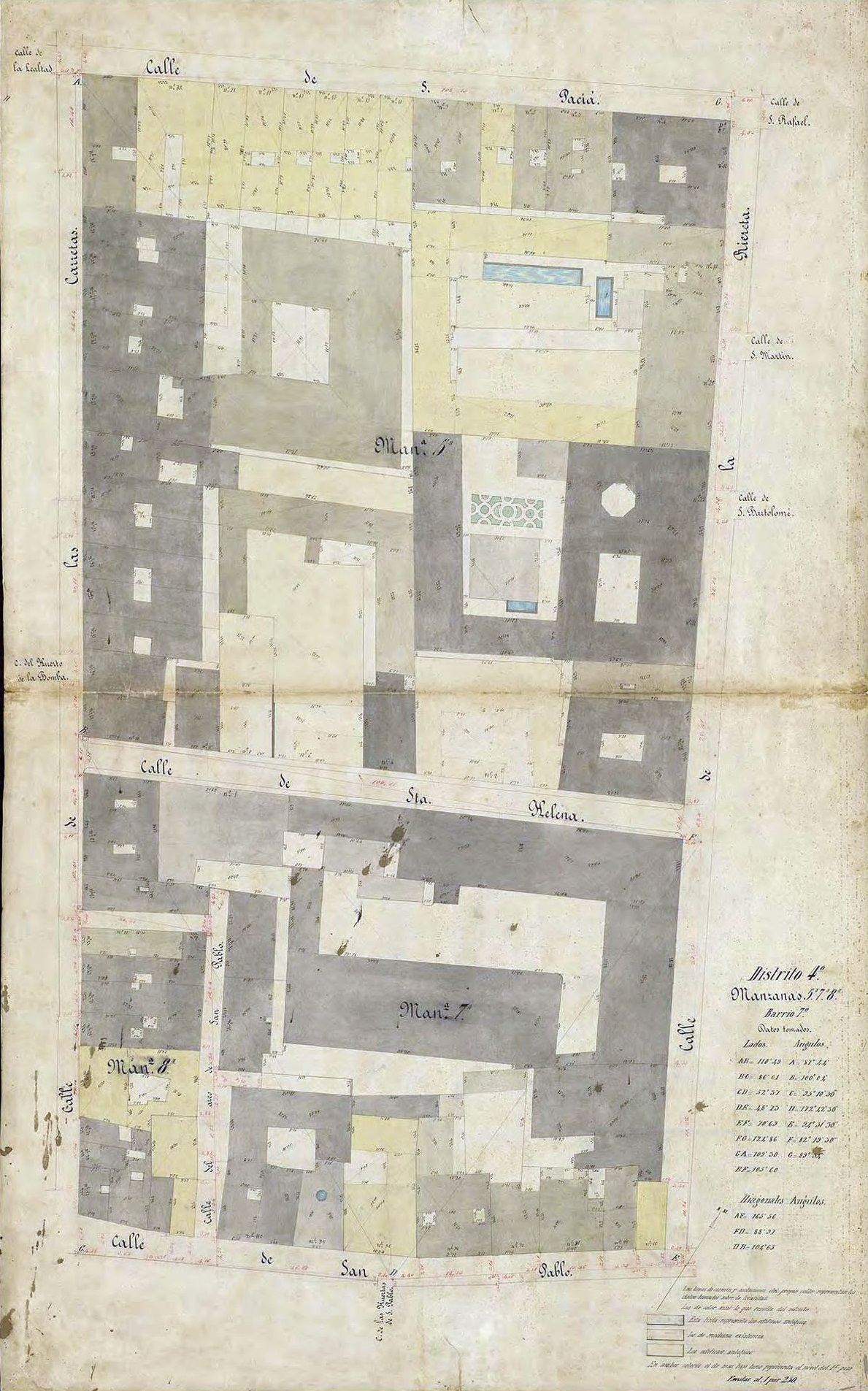
Quarteró de Garriga i Roca, núm. 106

Ofegat pels deutes, el 1858 Aleu va posar en venda la casa-fàbrica, que fou adquirida pel fabricant de filats i teixits Martí Rodés i Planas en nom de la raó social Martí Rodés i Cia, en la que també hi participava el seu germà Gaspar, semoler. Tot seguit, Martí Rodés va demanar permís per a construir un edifici de planta baixa i dos pisos al núm. 45, segons el projecte del mestre d'obres Narcís Nuet. El 1864 va realitzar unes reformes per tal d'encabir-hi unes noves màquines de vapor, però que foren suspeses per una inspecció municipal. L'any 1870 s'hi realitzà una nova inspecció, que va ordenar la reducció de la pressió de les calderes a 5 atmosferes i la construcció d'una xemeneia de 146 pams d'alçada, la qual cosa sembla que no s'arribà a fer mai. Finalment, el 1871, s'ordenà la suspensió del funcionament de les màquines, i l'any següent va sol·licitar permís per a legalitzar les calderes ja instal·lades anteriorment, amb una potència de 50 CV.
Casat amb Rosa Bosch i Cuneny (†1882), Gaspar Rodés i Planas va morir el 24 de novembre del 1877, i el seu germà Martí, casat amb Àngela Morell i Puget, ho va fer el 19 de febrer del 1882. El 1885, els hereus Àngela Rodés i Morell i Gaspar, Anna, Joaquima (casada amb Francesc Darder i Llimona) i Àngela Rodés i Bosch, van fer la partició de l'herència comuna i la casa-fàbrica del carrer de les Carretes va passar a mans d'aquests darrers.
Finalment, i ja al segle xx, la finca del núm. 45 fou enderrocada i convertida en aparcament.